# 日本ウェルネス保育専門学校
日本ウェルネス保育専門学校（にほんウェルネスほいくせんもんがっこう）は、東京都にある専門学校。厚生労働省指定保育士養成施設、日本病院会会員校、診療情報管理士養成認定校。

## 運営主体
運営主体学校法人篠原学園。なお、かつて福岡県に存在した学校法人篠原学園とは別組織である。
理事長篠原欣子（テンプスタッフ創業者）
学校長真野俊樹

## 学科
- こども保育学科（男女　3年制）
（平成23年度4月より、こども保育学科夜間部を開設）
- 医療情報管理学科（男女　2年制）
医療情報管理学科を卒業後、診療情報管理士養成専攻科（1年制）へ進学することもできる。

## 沿革
- 2009年4月1日 - 篠原学園専門学校として開設
- 2014年4月1日 - 篠原保育医療情報専門学校に校名変更
- 2018年4月1日 - 学校法人タイケン科学学園に法人名変更、日本ウェルネス保育専門学校に校名変更

## 所在地
〒101-0051 東京都千代田区神田神保町1-52-4